# Рачкий Врх
Рачкий Врх (словен. Rački Vrh) — поселення в общині Раденці, Помурський регіон, Словенія. Висота над рівнем моря: 246,3 м.